# Ехэ-Цакир
Ехэ́-Цаки́р (бур. Ехэ Сахир) — улус в Закаменском районе Бурятии. Административный центр сельского поселения «Ехэ-Цакирское».

## Название
Название улуса произошло от бурятских слов "ехэ" - "большой" и "сахюур"- "кремнистый камень". Также в памяти и в разговорах жителей сохранилось и другое название улуса- "Победа", которое он носил в 1930—1940 годах.

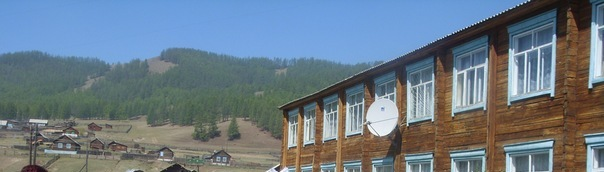
Ехэ-Цакирская школа

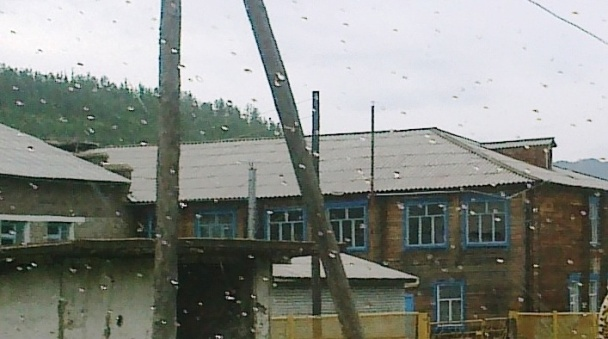
Школьный спортзал

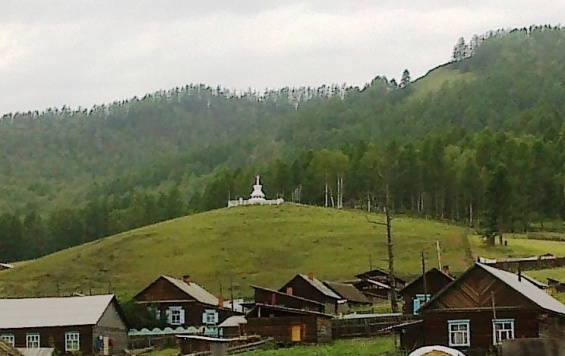
Субурган в Ехэ-Цакире

## География
Находится в 30 км от райцентра — города Закаменска. Расстояние до города Улан-Удэ по автодороге — 391 км.
Наряду с другими 4 улусами, Ехэ-Цакир входит в так называемый «верхний куст». Большая часть улуса расположена на склоне горы.

## Население
| 2002 | 2010 |
| ---- | ---- |
| 612  | ↗668 |

## Инфраструктура
- Сельская администрация
- Фельдшерский пункт
- Дом культуры[5]
- Библиотека
- Общеобразовательная средняя школа[6]
- Спортивный зал.

## Экономика
Основное занятие населения — животноводство и растениеводство. Близ улуса расположено несколько фермерских хозяйств. Кроме этого, жители улуса в урожайные годы собирают в тайге ягоды и кедровый орех для личного потребления и на продажу.

## Природные ресурсы
Территория улуса Ехэ-Цакира находится в горно-таежной местности, в зоне рискованного земледелия.

### Флора
Растительный мир вокруг Ехэ-Цакира очень богат. Здесь растет лиственница, берёза, кедр, брусника, голубика, земляника, чёрная смородина, черника, кислица, грибы- маслята, груздь, подберёзовик, рыжик, шиповник, черемухи и т. д.
В лугах растет разнообразные виды трав и цветов.

### Фауна
Тайга вокруг улуса полна разнообразными представителями животного мира. Здесь обитают косули, белки, зайцы, кабаны, изюбри, кабарга, рыси, соболи, сурки, тарбаганы.
Мир хищников представлен медведями, лисами и волками. Из птиц здесь обитают журавли, коршуны, орлы, глухари, рябчики, куропатки и др.

## Известные люди
- Аюшеев Василий Арсаланович (1933—1997) — поэт и краевед[5]
- Олег Бабуев (1954—2024) — российский бурятский театральный актёр, Народный артист Республики Бурятия, Заслуженный артист Российской Федерации. Актёр Бурятского академического театра драмы им. Хоца Намсараева (1975—2024)[7].
- Соктоев Николай Батуевич (род. в 1953)[3] — автор пьес на бурятском языке «Шесть пальцев» и «Монголка», художественный руководитель народного театра «Гэрэл» Ехэ-Цакирского Дома культуры[5], поэт и драматург
- Цыденов Гарма Ц.— шаман